# Olympische Sommerspiele 1984/Kanu – Vierer-Kajak 500 m (Frauen)
Der Wettkampf im Vierer-Kajak über 500 Meter bei den Olympischen Sommerspielen 1984 wurden am 11. August auf dem Lake Casitas ausgetragen.
Bei dem Wettbewerb, der hier seine olympische Premiere feierte, wurden aufgrund der geringen Teilnehmerinnenzahl nur ein Finale ausgetragen. Seit den Olympischen Spielen 1948 in London fand kein Kanu-Wettbewerb mit so wenig teilnehmenden Booten statt.
Olympiasiegerinnen wurde die Rumäninnen.

## Ergebnis

### Finale
| Rang | Athletinnen                                                     | Nation             | Zeit        |
| ---- | --------------------------------------------------------------- | ------------------ | ----------- |
| 1    | Agafia Constantin Nastasia Ionescu Tecla Marinescu Maria Ștefan | Rumänien           | 1:38,34 min |
| 2    | Agneta Andersson Anna Olsson Eva Karlsson Susanne Gunnarsson    | Schweden           | 1:38,87 min |
| 3    | Alexandra Barré Lucie Guay Susan Holloway Barbara Olmsted       | Kanada             | 1:39,40 min |
| 4    | Shelia Conover Shirley Dery Leslie Klein Ann Turner             | Vereinigte Staaten | 1:40,49 min |
| 5    | Josefa Idem Regina Schmidt Barbara Schüttpelz Judith Skolnik    | BR Deutschland     | 1:42,68 min |
| 6    | Wenche Lægraid Kari Ofstad Ingeborg Rasmussen Anne Wahl         | Norwegen           | 1:42,97 min |
| 7    | Janine Lawler Lucy Perrett Lesley Smither Deborah Watson        | Großbritannien     | 1:4630 min  |

## Weblink
- Ergebnisse